# Co Adriaanse
Jacobus (Co) Adriaanse (Amsterdam, 21 juli 1947) is een Nederlands voormalig voetbalspeler en -trainer. Adriaanse was in binnen- en buitenland actief als clubtrainer van onder meer Ajax, Willem II, AZ, FC Porto en Red Bull Salzburg. Met de twee laatstgenoemde wist hij de landstitel te winnen, mede dankzij de veel door hem gebruikte 4-3-2-1-opstelling (bijgenaamd de 'kerstboomformatie'). In de laatste jaren voor zijn pensioen, tussen 2014 en 2015, werkte hij als technisch adviseur voor FC Utrecht, waar hij eerder ook zes seizoenen als verdediger gespeeld had.

## Carrière

### Als speler
Als amateur speelde Adriaanse bij de clubs HRVC (Amsterdam), OSV (Amsterdam, een voormalige Oostzaanse voetbalclub maar door annexatie op Amsterdams grondgebied gekomen) en DRC (Amsterdam). Adriaanse debuteerde als prof in 1964 op 17-jarige leeftijd bij De Volewijckers dat destijds uitkwam in de eerste divisie. In 1970 was de centrale verdediger de enige aankoop van de kersverse fusieclub FC Utrecht. Voor deze laatste club speelde hij 176 wedstrijden in de eredivisie. In 1976 stopt hij nog voor zijn 29e verjaardag met het spelen van betaald voetbal.

### Als trainer
Vanaf het jaar 1977 was Adriaanse achtereenvolgens trainer van de clubs: Zilvermeeuwen (amateurs), PEC Zwolle, FC Den Haag (ontslagen op 12 februari 1992), Willem II (opgestapt op 8 mei 2000) en Ajax (ontslagen op 29 november 2001). Als directeur van de Ajax-jeugdopleiding tussen 1992 en 1997, had Adriaanse een groot aandeel in de Champions League successen van 1995 en 1996.
In het seizoen 1998/99 loodste Adriaanse Willem II naar de UEFA Champions League, de club eindigde op de tweede plaats in de eredivisie. Medio 2000, contracteerde Ajax Co Adriaanse als opvolger van de ontslagen Jan Wouters. Ondanks de koppositie van Ajax in de eredivisie, moest Adriaanse eind november 2001 na hevige kritiek het veld ruimen. Adriaanse had een moeizame relatie met de pers en sommige mensen binnen de club. De uitspraak "Een goed paard is nog geen goede ruiter", over Marco van Basten woog mee in zijn vertrek.
2 november 2002: Adriaanse werd aangesteld als hoofdtrainer van AZ. Ook bij AZ baarde Adriaanse opzien door opvallende uitspraken als "Scorebordjournalistiek", "Kaaskijkers", "Woonerfvoetbal" en "Avondvoetballer", wat hem een veelbesproken coach in de media maakte. Na een vijfde positie in 2003/04 en het behalen van UEFA Cupvoetbal (waar AZ sinds de jaren 80 niet meer in was geslaagd), eindigde de club in het seizoen 2004/05 op de derde plaats. Zijn ploeg AZ was eerder dat seizoen de 'winterkampioen' (lijstaanvoerder ten tijde van de winterstop) van de eredivisie. In datzelfde jaar bereikte hij ook nog de halve finale van de UEFA Cup, waarin zijn team in de blessuretijd van de tweede verlenging werd uitgeschakeld door Sporting Lissabon. Met zijn prestaties bij AZ, verdiende Adriaanse een baan bij de Portugese topclub FC Porto.
22 april 2006: Tijdens de 32ste speeldag van Portugese SuperLiga werd Adriaanse in zijn eerste seizoen met FC Porto kampioen van Portugal. Een kleine maand later op 14 mei 2006, legde FC Porto beslag op de 'Taça de Portugal' de nationale beker van Portugal, dankzij een 1-0-overwinning op Vitória Setúbal. Naast deze prijzen had FC Porto de minst gepasseerde verdediging van Europa. Adriaanse werd uitgeroepen tot beste trainer van Portugal in het seizoen 2005/06.
9 augustus 2006: Als gevolg van een vertrouwensbreuk tussen club en technische staf, nam Adriaanse ontslag als trainer bij FC Porto. De komst van een nieuwe spits bleef uit. Dirk Kuijt en Jan Vennegoor of Hesselink bleken bijvoorbeeld te duur. Verder had Adriaanse nog niet alle premies van het vorige seizoen ontvangen en de voorzitter van FC Porto bekritiseerde Adriaanse na het niet al te succesvol verlopen Amsterdam Tournament.
6 december 2006: Adriaanse werd de nieuwe coach van de Oekraïense club Metallurg Donetsk. Hij tekende een contract voor onbepaalde tijd, maar stapte op donderdag 17 mei 2007 op. Op 27 augustus 2007 werd bekend dat hij voor één jaar had getekend bij Al-Sadd in Qatar. Daar werd hij in eind januari 2008 ontslagen, omdat de landstitel verspeeld leek.
In januari 2008 oordeelde arbitragecommissie FIFA, dat Adriaanse wegens contractbreuk een boete van ruim een miljoen euro aan FC Porto moest betalen. Ook zijn toenmalige assistent Jan Olde Riekerink moest een boete betalen.
In de zomer van 2008 volgde Adriaanse Giovanni Trapattoni op bij Red Bull Salzburg. Hij tekende in Oostenrijk een contract voor één seizoen. Tegen het einde van het seizoen was Red Bull Salzburg hard op weg richting het kampioenschap, maar toch maakte de club bekend niet met Adriaanse door te willen als trainer. Uiteindelijk werd het kampioenschap behaald, maar Adriaanse en de club gingen niet met elkaar door.
Op 10 december 2009 gaf Adriaanse in een uitzending van NOS Studio Sport aan in de zomer van 2010 graag als trainer terug te willen naar AZ Alkmaar. Ondanks deze belangstelling, werd Adriaanse op 13 januari 2010 benoemd tot nieuwe bondscoach van het olympisch elftal van Golfstaat Qatar. Zijn bondscoachschap was slechts van beperkte duur, want op 25 maart 2011 werd bevestigd dat Adriaanse en de Qatarese voetbalbond afscheid van elkaar namen als gevolg van een verschil in inzicht.
Op 20 juni 2011 werd bekend dat Adriaanse een eenjarig contract had getekend bij FC Twente.
Op 3 januari 2012 werd Adriaanse ontslagen als trainer. Steve McClaren werd zijn opvolger, deze maakte na een afwezigheid van 1,5 jaar zijn terugkeer bij FC Twente. De oorzaak van het ogenschijnlijk onverwachte ontslag was volgens FC Twente-voorzitter Joop Munsterman gelegen in de moeizame verstandhouding met de assistent-coaches Alfred Schreuder, Boudewijn Pahlplatz en Youri Mulder. 
In mei 2014 werd Adriaanse aangesteld als technisch adviseur bij FC Utrecht en bleef aan tot de zomer van 2015.
Het stadion van AZ kent een Co Adriaanse Persruimte.

## Statistieken

### Loopbaan als speler
| seizoen   | club            | competitie     |
| --------- | --------------- | -------------- |
| 1964–1970 | De Volewijckers | Eerste divisie |
| 1970–1976 | FC Utrecht      | Eredivisie     |

### Loopbaan als trainer
| Periode   | Club                   | Land       | Competitie    | Functie                                |
| --------- | ---------------------- | ---------- | ------------- | -------------------------------------- |
| 1979–1983 | Zilvermeeuwen          | Nederland  | Amateurs      | Trainer                                |
| 1984–1988 | PEC Zwolle             | Nederland  | Eredivisie    | Trainer                                |
| 1988–1992 | FC Den Haag            | Nederland  | Eredivisie    | Trainer                                |
| 1997–2000 | Willem II              | Nederland  | Eredivisie    | Trainer                                |
| 2000–2001 | Ajax                   | Nederland  | Eredivisie    | Trainer                                |
| 2002–2005 | AZ                     | Nederland  | Eredivisie    | Trainer                                |
| 2005–2006 | FC Porto               | Portugal   | SuperLiga     | Trainer                                |
| 2006–2007 | Metalloerg Donetsk     | Oekraïne   | Vysjtsja Liha | Trainer                                |
| 2007–2008 | Al-Sadd                | Qatar      | Qatari League | Trainer                                |
| 2008–2009 | Red Bull Salzburg      | Oostenrijk | Bundesliga    | Trainer                                |
| 2010–2011 | Olympisch elftal Qatar | Qatar      | n.v.t.        | Bondscoach                             |
| 2011–2012 | FC Twente              | Nederland  | Eredivisie    | Manager Technische Zaken/trainer/coach |

## Erelijst
- Promotie naar Eredivisie: 1986 (PEC Zwolle)
- Promotie naar Eredivisie: 1989 (FC Den Haag)
- Coach van het Jaar in Nederland: 2004 (AZ)
- Kampioen van Portugal: 2006 (FC Porto)
- Beker van Portugal: 2006 (FC Porto)
- Trainer van het Jaar in Portugal: 2006 (FC Porto)
- Kampioen van Oostenrijk: 2009 (Red Bull Salzburg)
- Johan Cruijff Schaal: 2011 (FC Twente)